# Thomas Pesquet
Thomas Gautier Pesquet (* 27. Februar 1978 in Rouen) ist ein  französischer Raumfahrer und Mitglied des Europäischen Astronautenkorps.

## Ausbildung
Nach dem Baccalauréat 1996 in Dieppe am Lycée Ango und einem Vorbereitungsstudium am Lycée Pierre-Corneille in seiner Heimatstadt Rouen begann Pesquet ein Studium in Mechanik für Raumfahrtsysteme und Raumflugkörper an der École Nationale Supérieure de l’Aéronautique et de l’Espace in Toulouse. 2001 beendete er sein Studium mit dem Master. Zu seinem Studium gehörte auch ein einjähriger Auslandsaufenthalt an der École polytechnique de Montréal in Kanada. 

## Berufliche Karriere
Nach einem Praktikum bei Thales Alenia Space in Cannes begann Pesquet seine berufliche Laufbahn 2001 als Spacecraft Dynamics Engineer bei GMV in Madrid, Spanien.
Von 2002 bis 2004 war er als Research Engineer am französischen Zentrum für Weltraumforschung CNES tätig und arbeitete als deren Vertreter im Consultative Committee for Space Data Systems (CCSDS) mit. 2004 wurde der begeisterte Privat-Pilot für die Flugausbildung von Air France ausgewählt. Er erhielt seine Lizenz 2006 und fliegt seitdem unter anderem den Airbus A320 für die französische Airline. Pesquet qualifizierte sich auch als Type Rating Instructor für den A320 sowie als Crew Resource Management Instructor.

## Raumfahrertätigkeit
Pesquet konnte sich beim Auswahlverfahren der ESA gegen 8413 andere Bewerber durchsetzen und wurde am 20. Mai 2009 als einer von sechs neuen Astronauten der Öffentlichkeit vorgestellt. Seine Ausbildung im Europäischen Astronautenzentrum (EAC) in Köln begann Thomas Pesquet Anfang September 2009. Der offizielle Abschluss der Grundausbildung und die Ernennung zum Astronauten erfolgte am 22. November 2010 bei einer offiziellen Zeremonie im EAC in Köln.
Nach Abschluss seiner Astronautenausbildung übernahm Pesquet Aufgaben im Europäischen Raumflugkontrollzentrum in Darmstadt sowie am Europäischen Astronautenzentrum in Köln. Dazu gehören die Kommunikation mit Astronauten auf der Internationalen Raumstation sowie die Ausarbeitung künftiger Weltraum-Projekte. Daneben bereitete sich Pesquet durch Trainingseinheiten in Europa, Russland und den USA weiter auf seine bevorstehende Weltraummission vor.
Beim Flug Sojus TMA-18M war Pesquet Ersatzmann für seinen dänischen Kollegen Andreas Mogensen.
Am 17. März 2014 wurde Pesquet offiziell für eine Langzeitmission an Bord der ISS zugeteilt. Der Start mit Sojus MS-03 zu den ISS-Expeditionen 50 und 51 erfolgte am 17. November 2016.
„Während seiner Mission wird auf der Raumstation eine Atomuhr angebracht, die im Verbund mit anderen Atomuhren auf der Erde Einsteins Relativitätstheorie überprüfen und noch genauere Zeitmessungen ermöglichen soll. Die Ergebnisse hieraus könnten die Genauigkeit der Satellitennavigation verdoppeln und somit zu einer präziseren Positionsbestimmung auf der Erde beitragen.“
Die Rückkehr zur Erde erfolgte am 2. Juni 2017. Die Mission von Pesquet hieß Proxima.
Pesquet ist Mitglied der French Aeronautics and Astronautics Association (3AF) sowie des American Institute of Aeronautics and Astronautics (AIAA).
Am 28. Juli 2020 wurde Pesquet offiziell für seine zweite Langzeitmission an Bord der ISS zugeteilt. Der Flug SpaceX Crew-2 startete am 23. April 2021 mit einer Crew Dragon vom Kennedy Space Center LC-39A. Die zweite Mission von Pesquet trug die Bezeichnung Alpha. Am 4. Oktober 2021 übernahm er als erster Franzose das ISS-Kommando. Die Rückkehr zur Erde erfolgte am 9. November 2021.
Aufgrund seiner Öffentlichkeitswirkung als Astronaut wurde Pesquet im April 2021 von der Ernährungs- und Landwirtschaftsorganisation der Vereinten Nationen zu deren sogenanntem „Goodwill-Botschafter“ ernannt.

## Privates
Zu seinen Hobbys gehören Joggen, Schwimmen, Squash, Tauchen, Saxophonspielen, Gleitschirmfliegen sowie Fallschirmspringen und Judo. Er besitzt den schwarzen Gürtel in dieser Sportart. Neben seiner Muttersprache Französisch spricht er Englisch, Deutsch, Spanisch, Russisch und Chinesisch. Er ist mit der Agrarwissenschaftlerin Anne Mottet liiert.